# Большой Дровяной переулок
Большо́й Дровяно́й переу́лок — улица в Центральном административном округе (ЦАО) Москвы в Таганском районе между улицей Земляной Вал и Николоямской улицей.

## Происхождение названия

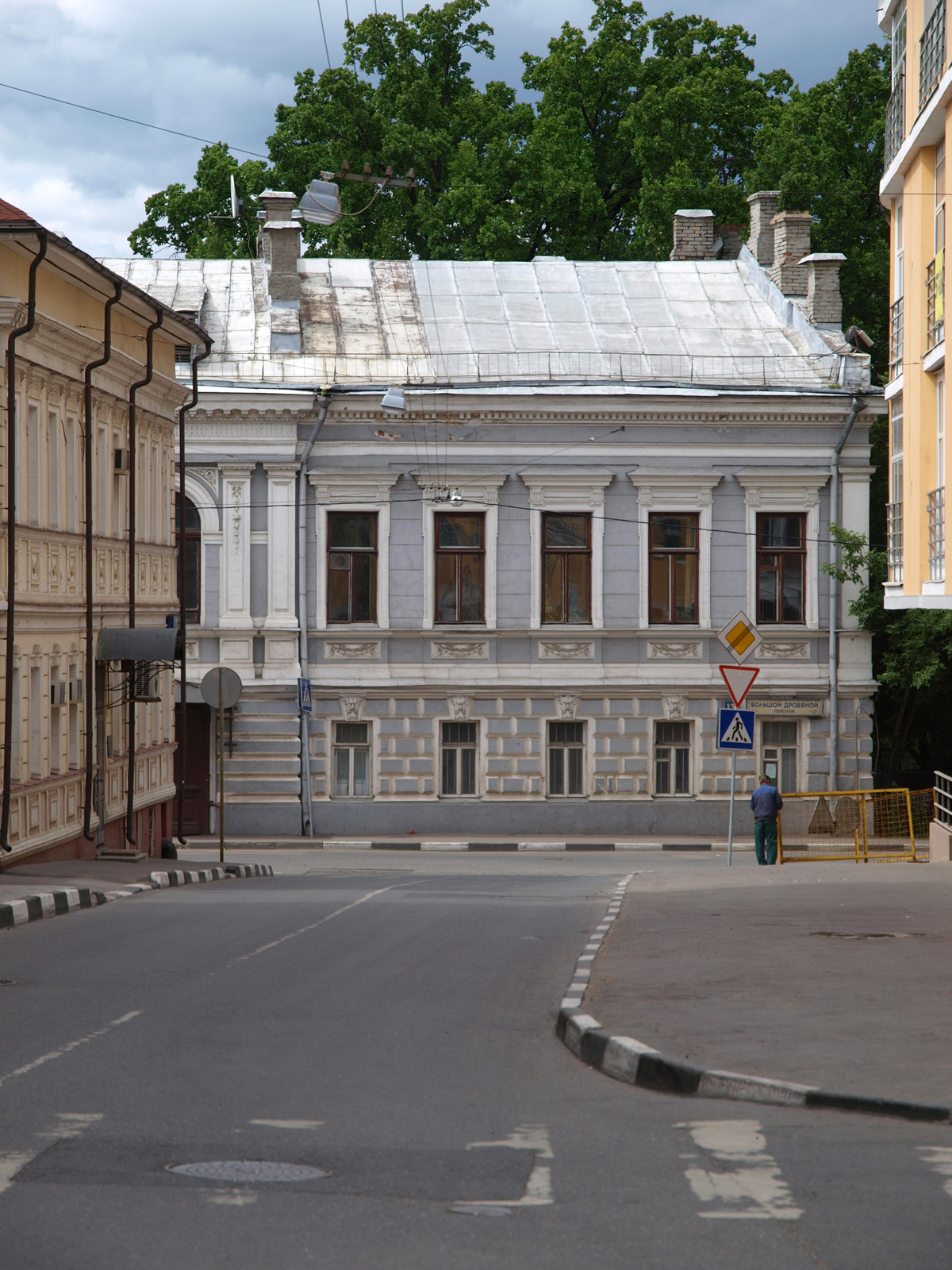
Бол. Дровяной, 13 (Дом Татарникова). Вид из Мартыновского переулка.

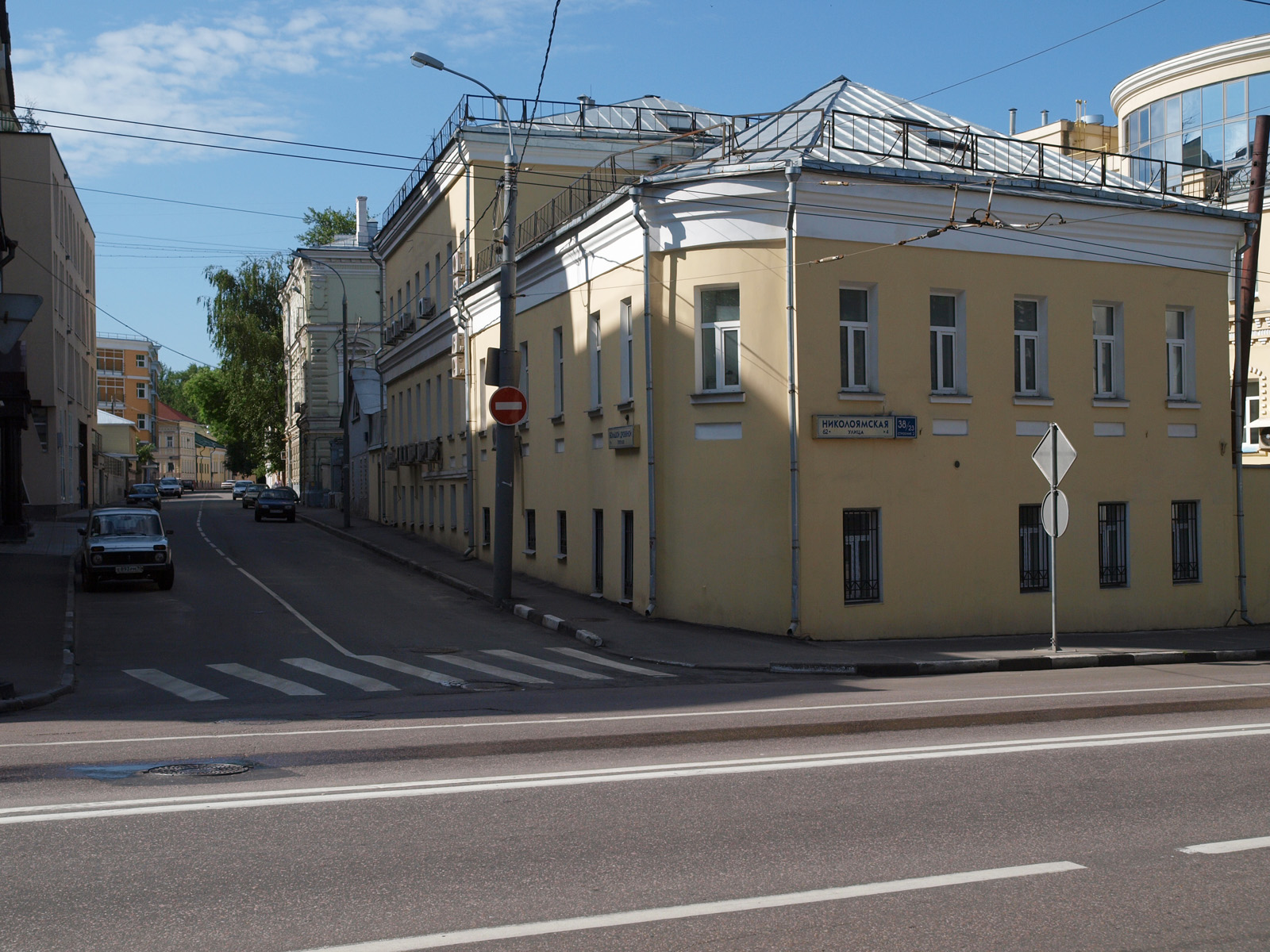
Угол Большого Дровяного и Николоямской улицы.

Название возникло в XIX веке, здесь в XVIII веке была Дровяная площадь, на которой торговали дровами .

## Описание
Большой Дровяной переулок начинается на Садовом кольце от улицы Земляной Вал, проходит на северо-восток, постепенно сворачивая на север, слева к нему примыкают Известковый и Аристарховский переулки, а справа — Мартыновский. Заканчивается на Николоямской улице напротив Николоямского переулка. Нумерация домов ведётся со стороны улицы Земляной Вал.

## Здания и сооружения

### По нечётной стороне
- № 13/7, стр. 2,  памятник архитектуры (вновь выявленный объект) — городская усадьба (XIX век, 2-я половина XIX века).
- № 21/12 — особняк О. Кирьяковой (1884, перестройка, изменение фасада арх. П. А. Дриттенпрейс).

### По чётной стороне
- № 4 — особняк (1894, архитектор Г. А. Кайзер).
- № 8, стр. 1 — банк «Вест».
- № 12А — Гастроэнтерологический детский санаторий № 45.